# 2020년 하계 올림픽 팔레스타인 선수단
2020년 하계 올림픽 팔레스타인 선수단은 2021년 일본 도쿄에서 열린 2020년 하계 올림픽에 참가한 올림픽 팔레스타인 선수단이다. 총 4개 종목에서 5명의 선수가 참가했다. 팔레스타인은 1996년 하계 올림픽 이후로 쉬지 않고 올림픽에 출전했으며 2020년 하계 올림픽에서는 9번째로 참가하는 올림픽이 된다.

## 출전 선수
아래 목록은 하계 올림픽에 참가한 팔레스타인 선수들의 수이다.
| 종목 | 남자 | 여자 | 총합 |
| ---- | ---- | ---- | ---- |
| 육상 | 0    | 1    | 1    |
| 유도 | 1    | 0    | 1    |
| 수영 | 1    | 1    | 2    |
| 역도 | 1    | 0    | 1    |
| 총합 | 3    | 2    | 5    |

## 출전 종목

### 육상
팔레스타인은 IAAF에서 육상 종목에 여자 부문 1명을 출전시킬 수 있는 제3자 초청 출전권을 얻었다.
성적
| 출전 선수   | 종목      | 본선  | 본선 | 준결선        | 준결선        | 결선          | 결선          |
| 출전 선수   | 종목      | 결과  | 순위 | 결과          | 순위          | 결과          | 순위          |
| ----------- | --------- | ----- | ---- | ------------- | ------------- | ------------- | ------------- |
| 한나 바라캇 | 여자 100m | 12.16 | 5    | 진출하지 못함 | 진출하지 못함 | 진출하지 못함 | 진출하지 못함 |

### 유도
팔레스타인은 국제 유도 연맹(IJF)으로부터 제3자 초청권을 받아 남자 유도선수 1명을 초청권으로 올림픽 본선에 진출시키는 데 성공하였다.
성적
| 출전 선수          | 종목      | 32강전                        | 16강전        | 준준결승      | 준결승        | 패자부활전    | 결승 / BM     | 결승 / BM     |
| 출전 선수          | 종목      | 상대방 결과                   | 상대방 결과   | 상대방 결과   | 상대방 결과   | 상대방 결과   | 상대방 결과   | 순위          |
| ------------------ | --------- | ----------------------------- | ------------- | ------------- | ------------- | ------------- | ------------- | ------------- |
| 웨삼 아부 르밀라흐 | 남자 81kg | 도미니크 레셀 (GER) · L 00–10 | 진출하지 못함 | 진출하지 못함 | 진출하지 못함 | 진출하지 못함 | 진출하지 못함 | 진출하지 못함 |

### 수영
팔레스타인은 2021년 6월 28일 FINA 점수제에 기초하여 국제 수영 연맹(FINA)로부터 올림픽 개인전에 출전할 최고 순위의 선수 두 명, 남자 1명 및 여자 1명을 올림픽 본선에 보내달라는 초청권을 받았다.
성적
| 출전 선수     | 종목             | 본선  | 본선 | 준결승        | 준결승        | 결승          | 결승          |
| 출전 선수     | 종목             | 시간  | 순위 | 시간          | 순위          | 시간          | 순위          |
| ------------- | ---------------- | ----- | ---- | ------------- | ------------- | ------------- | ------------- |
| 야잔 알바와브 | 남자 100m 자유형 | 54.51 | 66   | 진출하지 못함 | 진출하지 못함 | 진출하지 못함 | 진출하지 못함 |
| 다니아 누르   | 여자 50m 자유형  | 30.43 | 71   | 진출하지 못함 | 진출하지 못함 | 진출하지 못함 | 진출하지 못함 |

### 역도
팔레스타인은 국제 역도 연맹(IWF)으로부터 제3자 출전권을 통해 남자 96-kg 부문에 선수 1명을 출전시켜달라는 초청권을 받았다. 초청권을 통해 처음으로 역도 부문에 본선으로 진출하였다.
성적
| 출전 선수       | 부문      | 인상   | 인상 | 용상   | 용상 | 총합   | 순위 |
| 출전 선수       | 부문      | 결과   | 순위 | 결과   | 순위 | 총합   | 순위 |
| --------------- | --------- | ------ | ---- | ------ | ---- | ------ | ---- |
| 모하메드 하마다 | 남자 96kg | 137 kg | 15   | 173 kg | 12   | 310 kg | 13   |